# Dekan (alkan)
Dekan – organiczny związek chemiczny z grupy alkanów. Poza cząsteczką liniową (nazywaną też n-dekanem), istnieją 74 izomery rozgałęzione. Jest jednym ze składników benzyny.